# Torta Ostiglia

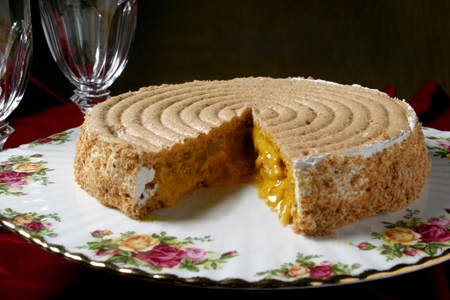
Torta Ostiglia original de la Pastelería Gamba, Ostiglia (MN).

La torta Ostiglia es un pastel típico de la cocina italiana, muy popular en la ciudad de Ostiglia, la ciudad de Cornelio Nepote. Fue creada a inicios del siglo XX en el local denominado pasticcere Cesare Gamba, la creación fue inspirada en otro dulce tradicional mantovano, la torta Helvetia, sobre la que realizó modificaciones que han generado un sabor característico. Se elabora a base de huevo y su elaboración se emparenta con el Zabaione.